# Matinera maculada
La matinera maculada (Pellorneum ruficeps) és un ocell de la família dels pel·lorneids (Pellorneidae).

## Hàbitat i distribució
Viu a la vegetació secundària, matolls, herba i bosc als turons de l'Índia als Ghats Occidentals i Orientals. Bihar i Orissa, i turons de l'Himàlaia des del nord de l'Índia, cap a l'oest fins Garhwal i cap a l'est fins al sud-oest de la Xina al sud de Yunnan i Sud-est Asiàtic (excepte el sud de Malaca).